# Seznam dílů pořadu The Voice Česko Slovensko
Toto je seznam dílů pořadu The Voice Česko Slovensko (dříve Hlas Česko Slovenska). Česko-slovenskou pěveckou soutěž vysílají TV Nova a TV Markíza od roku 2012.

## Přehled řad
| Řada | Díly | Premiéra       | Premiéra        |
| Řada | Díly | První díl      | Poslední díl    |
| ---- | ---- | -------------- | --------------- |
| 1    | 25   | 12. února 2012 | 6. března 2012  |
| 2    | 19   | 5. března 2014 | 18. června 2014 |
| 3    | 16   | 10. února 2019 | 25. května 2019 |

## Seznam dílů

### První řada (2012)
| #  | Díl                   | Datum premiéry  | Sledovanost Česko | Sledovanost Slovensko |
| -- | --------------------- | --------------- | ----------------- | --------------------- |
| 1  | Výběr naslepo, část 1 | 12. února 2012  | 1 534 000         | 923 000               |
| 2  | Výběr naslepo, část 2 | 19. února 2012  | 1 434 000         | 906 000               |
| 3  | Výběr naslepo, část 3 | 26. února 2012  | 1 429 000         | 720 000               |
| 4  | Výběr naslepo, část 4 | 4. března 2012  | 1 389 000         | 861 000               |
| 5  | Výběr naslepo, část 5 | 11. března 2012 | 1 354 000         | 787 000               |
| 6  | Souboj, část 1        | 18. března 2012 | 1 416 000         | 806 000               |
| 7  | Souboj, část 2        | 25. března 2012 | 1 246 000         | —                     |
| 8  | Souboj, část 3        | 1. dubna 2012   | 1 320 000         | —                     |
| 9  | Týden 1: Vystoupení   | 8. dubna 2012   | 913 000           | 630 000               |
| 10 | Týden 1: Rozhodnutí   | 9. dubna 2012   | —                 | —                     |
| 11 | Týden 2: Vystoupení   | 15. dubna 2012  | 1 107 000         | —                     |
| 12 | Týden 2: Rozhodnutí   | 16. dubna 2012  | 679 000           | —                     |
| 13 | Týden 3: Vystoupení   | 22. dubna 2012  | 991 000           | —                     |
| 14 | Týden 3: Rozhodnutí   | 23. dubna 2012  | —                 | —                     |
| 15 | Týden 4: Vystoupení   | 29. dubna 2012  | 840 000           | —                     |
| 16 | Týden 4: Rozhodnutí   | 30. dubna 2012  | 582 000           | —                     |
| 17 | Týden 5: Vystoupení   | 6. května 2012  | 828 000           | —                     |
| 18 | Týden 5: Rozhodnutí   | 7. května 2012  | 671 000           | —                     |
| 19 | Týden 6: Vystoupení   | 13. května 2012 | 925 000           | —                     |
| 20 | Týden 6: Rozhodnutí   | 14. května 2012 | 656 000           | —                     |
| 21 | Týden 7: Vystoupení   | 21. května 2012 | 705 000           | —                     |
| 22 | Týden 7: Rozhodnutí   | 21. května 2012 | 566 000           | —                     |
| 23 | Týden 8: Vystoupení   | 27. května 2012 | 847 000           | —                     |
| 24 | Týden 8: Rozhodnutí   | 28. května 2012 | 767 000           | —                     |
| 25 | Grandfinále           | 3. června 2012  | 944 000           | 585 000               |

### Druhá řada (2014)
| #  | Díl                   | Datum premiéry  | Sledovanost Česko | Sledovanost Slovensko (12-54) |
| -- | --------------------- | --------------- | ----------------- | ----------------------------- |
| 1  | Výběr naslepo, část 1 | 5. března 2014  | 797 000           | 648 000 (12+)                 |
| 2  | Výběr naslepo, část 2 | 12. března 2014 | 870 000           | 373 000                       |
| 3  | Výběr naslepo, část 3 | 19. března 2014 | 822 000           | 413 000                       |
| 4  | Výběr naslepo, část 4 | 26. března 2014 | 807 000           | 372 000                       |
| 5  | Výběr naslepo, část 5 | 2. dubna 2014   | 797 000           | 354 000                       |
| 6  | Výběr naslepo, část 6 | 9. dubna 2014   | 782 000           | 344 000                       |
| 7  | Souboj, část 1        | 16. dubna 2014  | 779 000           | 388 000                       |
| 8  | Souboj, část 2        | 23. dubna 2014  | 744 000           | 309 000                       |
| 9  | Souboj, část 3        | 30. dubna 2014  | 543 000           | 296 000                       |
| 10 | Souboj, část 4        | 7. května 2014  | 703 000           | 315 000                       |
| 11 | K.O., část 1          | 14. května 2014 | 628 000           | 198 000                       |
| 12 | K.O., část 2          | 21. května 2014 | 576 000           | 234 000                       |
| 13 | Týden 1: Vystoupení   | 28. května 2014 | 516 000           | —                             |
| 14 | Týden 1: Rozhodnutí   | 28. května 2014 | 516 000           | —                             |
| 15 | Týden 2: Vystoupení   | 4. června 2014  | 510 000           | 215 000                       |
| 16 | Týden 2: Rozhodnutí   | 4. června 2014  | 510 000           | 215 000                       |
| 17 | Týden 3: Vystoupení   | 11. června 2014 | 464 000           | 202 000                       |
| 18 | Týden 3: Rozhodnutí   | 11. června 2014 | 408 000           | 202 000                       |
| 19 | Grandfinále           | 18. června 2014 | 592 000           | 201 000                       |

### Třetí řada (2019)
| #  | Díl                   | Datum premiéry  | Sledovanost Česko (15+) | Sledovanost Slovensko (12+) | Ref.          |
| -- | --------------------- | --------------- | ----------------------- | --------------------------- | ------------- |
| 1  | Výběr naslepo, část 1 | 10. února 2019  | 700 000                 | 431 000                     | [ 45 ] [ 46 ] |
| 2  | Výběr naslepo, část 2 | 17. února 2019  | 639 000                 | 406 000                     | [ 47 ] [ 48 ] |
| 3  | Výběr naslepo, část 3 | 24. února 2019  | 652 000                 | 379 000                     | [zdroj?]      |
| 4  | Výběr naslepo, část 4 | 3. března 2019  | 685 000                 | 354 000                     | [ 50 ] [ 51 ] |
| 5  | Výběr naslepo, část 5 | 10. března 2019 | 723 000                 | —                           | [ 52 ]        |
| 6  | Výběr naslepo, část 6 | 17. března 2019 | 765 000                 | —                           | [ 53 ]        |
| 7  | Výběr naslepo, část 7 | 24. března 2019 | 784 000                 | —                           | [ 54 ]        |
| 8  | K.O., část 1          | 31. března 2019 | 713 000                 | —                           | [ 55 ]        |
| 9  | K.O., část 2          | 7. dubna 2019   | 651 000                 | —                           | [ 56 ]        |
| 10 | K.O., část 3          | 14. dubna 2019  | 628 000                 | —                           | [ 57 ]        |
| 11 | K.O., část 4          | 21. dubna 2019  | 541 000                 | —                           | [ 58 ]        |
| 12 | Souboje, část 1       | 28. dubna 2019  | 618 000                 | —                           | [ 59 ]        |
| 13 | Souboje, část 2       | 5. května 2019  | 633 000                 | —                           | [ 60 ]        |
| 14 | Živý přenos 1         | 11. května 2019 | 321 000                 | —                           | [ 61 ]        |
| 15 | Živý přenos 2         | 18. května 2019 | 394 000                 | —                           | [ 62 ]        |
| 16 | Živý přenos 3         | 25. května 2019 | 408 000                 | —                           | [ 63 ]        |